# Elaphoglossum skottsbergii
Elaphoglossum skottsbergii là một loài thực vật có mạch trong họ Lomariopsidaceae. Loài này được Krajina mô tả khoa học đầu tiên.